# ReCycle
ReCycle - edytor pętli muzycznych tzw. loopów, stworzony w 1994 roku przez szwedzki zespół programistów z firmy Propellerhead Software. Program funkcjonuje na systemach Microsoft Windows, jak również na systemach OS X.
Propellerhead opracował własny format pliku REX, a później REX2, w którym dodano obsługę plików stereo. Format jest kompatybilny z wieloma innymi programami, między innymi z Emagic Logic, MOTU Digital Performer oraz Steinberg Cubase. Program Reason posiada specjalne urządzenie obsługujące format REX oraz REX2. W wersjach Reason 1.0 do 4.0 instrument nosił nazwę Dr.REX Loop Player. Natomiast w wersji 5.0 urządzenie zostało zmodyfikowane i otrzymało nazwę Dr. Octo Rex ze względu na możliwość obsługi aż 8 loopów jednocześnie.